# Dschanlawyn Narantsatsralt
Dschanlawyn Narantsatsralt (mongolisch Жанлавын Наранцацралт; * 10. Juni 1957 in Ulaanbaatar; † 12. November 2007 in der Provinz Töw-Aimag) war ein mongolischer Politiker. Er war Premierminister der Mongolei von 9. Dezember 1998 bis zum 22. Juli 1999.

## Leben

### Anfangsjahre
Narantsatsralt wurde 1957 in Ulan Bator geboren. Er war verheiratet, hatte zwei Kinder, und sprach fließend Russisch und Englisch. Er studierte an der Staatsuniversität von Weißrussland und an der Moskauer Hochschule für Kataster und Bodenverwaltung, die er 1981 abschloss. Anschließend studierte er an der Mongolischen Staatsuniversität, wo er 1990 einen Doktortitel der Geographischen Wissenschaften erwarb. Später besuchte er auch ein Forschungsinstitut in Indien und absolvierte Kurse für Städtebau und Wirtschaftsmanagement in Japan und Südkorea.
Nach seiner Rückkehr aus Moskau arbeitete er als Ingenieur und Sachbeauftragter am Institut für Bodenverwaltung. Von 1989 bis 1991 war er wissenschaftlicher Mitarbeiter und Sektionsleiter am Institut für Bodenpolitik des Ministeriums für Umwelt. Danach diente er bis 1996 als Experte Abteilungsleiter im Amt für Städtebau und -planung der Stadtverwaltung von Ulan Bator.

### Politische Laufbahn
1996 wurde Narantsatsralt zum Bürgermeister von Ulaanbaatar gewählt. Die erfolgreiche Arbeit in diesem Amt verhalf ihm dazu, dass er im Dezember 1998 zum Premierminister der Mongolei ernannt wurde. Wegen eines kontrovers diskutierten Schreibens an den Ersten Stellvertretenden Premierminister Russlands über das mongolisch-russische Kupfer-Molybdän-Erzanreicherungswerk musste er acht Monate später aber wieder zurücktreten.

### Weitere Tätigkeiten
Von 1999 bis 2000 war Narantsatsralt als Dozent und Gastprofessor an der Mongolischen Nationaluniversität tätig, an der Fakultät für Geographie und Bodenmanagement. Bei den Wahlen von 2000 gewann er einen Sitz im Parlament, dem Großen Staats-Chural. Seit 2006 war er Vorsitzender des Ständigen Ausschusses des Parlamentes. Zuletzt war er Minister für Bauen und Stadtplanung. Er starb bei einem Verkehrsunfall.
| Vorgänger                | Amt                                                         | Nachfolger                     |
| ------------------------ | ----------------------------------------------------------- | ------------------------------ |
| Tsachiagiin Elbegdordsch | Premierminister der Mongolei 9. Dezember 1998–22. Juli 1999 | Njam-Osoryn Tujaa (ausführend) |

| Personendaten    | Personendaten                                                             |
| ---------------- | ------------------------------------------------------------------------- |
| NAME             | Narantsatsralt, Dschanlawyn                                               |
| ALTERNATIVNAMEN  | Наранцацаралт, Жанлавын (mongolisch); Narantsatsralt, Janlavyn (englisch) |
| KURZBESCHREIBUNG | mongolischer Politiker                                                    |
| GEBURTSDATUM     | 10. Juni 1957                                                             |
| GEBURTSORT       | Ulaanbaatar                                                               |
| STERBEDATUM      | 12. November 2007                                                         |
| STERBEORT        | Töw-Aimag                                                                 |